# Chitra
Chitra – rodzaj żółwi z rodziny żółwiakowatych (Trionychidae).

## Zasięg występowania
Rodzaj obejmuje gatunki występujące w południowej i południowo-wschodniej Azji (Pakistan, Indie, Nepal, Bangladesz, Mjanma, Tajlandia, Malezja i Indonezja).

## Systematyka

### Etymologia
Chitra: etymologia niejasna, Gray nie wyjaśnił znaczenia nazwy rodzajowej.

### Podział systematyczny
Do rodzaju należą następujące gatunki: 
- Chitra chitra Nutaphand, 1986 – żółwiak paskowany[5]
- Chitra indica (J.E. Gray, 1831) – żółwiak wąskogłowy
- Chitra vandijki McCord & Pritchard, 2003